# Asynarchus montanus
Asynarchus montanus là một loài Trichoptera trong họ Limnephilidae. Chúng phân bố ở miền Tân bắc.